# Ian Watson
Ian Watson (ur. 20 kwietnia 1943 w St Albans) – brytyjski autor science fiction. 

## Życiorys
Ukończył studia z zakresu literatury angielskiej w Balliol College w Oksfordzie w 1963 r., w 1965 r. uzyskał stopień naukowy z zakresu literatury angielskiej i francuskiej XIX wieku. Uczył angielskiego w Tanzanii (1965–67) [3] i Japonii (1967–70), a następnie wykładał futurologię na Politechnice w Birmingham w latach 1970–1976. Po 1976 r. poświęcił się karierze zawodowej pisarza.
Napisał serię o powieściach do serii gier Warhammer 40.000, Draco, Chaos Child a także Harlequin (wspólny tytuł The Inquisition War). Pracował też nad scenariuszem do obrazu A.I. Sztuczna inteligencja. 
Jego pierwsza powieść, The Embedding, dostała nagrodę Apollo Prix w 1975. Laureat nagrody nagrody BSFA w 1977 za Implanty. Kilkakrotnie nominowany do nagród Hugo, Nebula, John Campbell.
Aktualnie mieszka w Gijón, w Hiszpanii z żoną, tłumaczką Cristiną Macía.

## Polskie wydania utworów

### Powieści
- Implanty (Joanh kit 1975, wyd. pol. 1995 Amber, Nagroda BSFA dla najlepszej powieści 1977)
- Łowca śmierci (Deathhunter 1981, wyd. pol. 1987 ALFA)
- Podróż Czechowa (Chekov's Journey 1983 wyd. pol. 2003 Express Books)
- Magia królowej, magia króla (Queenmagic, kingmagic 1986, wyd. pol. 2002 Solaris)
- Ognisty robak (Fire worm 1988, wyd. pol. 1992 Express Books)
- Trudne pytania (Hard Questions 1996, wyd. pol. 1997 Prószyński i S-ka)
- Cykl: Zbiory Lucky 
  - Proklamatorzy (Proclaimers wyd. pol. 1994 Amber)
  - Poeta i namiętności (Poet and pasions wyd. pol. 1994 Amber)
  - Pałac (Palace wyd. pol. 1996 Amber)

### Zbiory opowiadań
- Powolne ptaki (Slow Birds and Other Stories 1985, wyd. pol. 1998 Prószyński i S-ka)
- Łzy Stalina (Stalin's Teardrops 1991, wyd. pol. 1987 Solaris)
- Pamiętamy Babilon (wyd. pol. 2016 Solaris)
- Opowieść Trurla (wyd. pol. 2017 Solaris)

Jego opowiadania ukazały się także w antologiach: Rakietowe szlaki, Don Wollheim proponuje i Droga do science fiction.